# Melktert

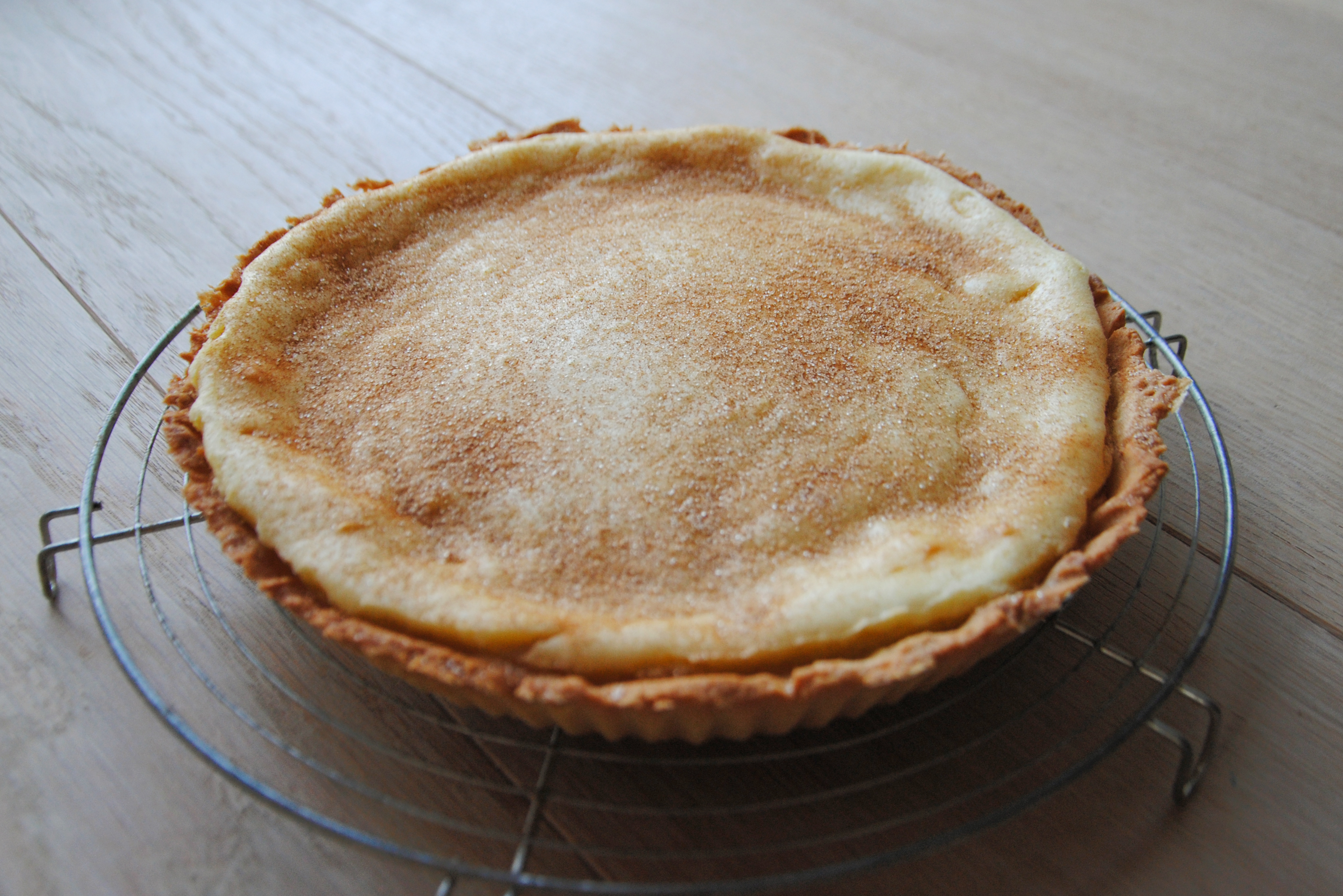
Een versgebakken melktert

Melktert (Nederlands: melktaart) is een nagerecht uit de Zuid-Afrikaanse keuken. Een melktert bestaat gewoonlijk uit een zoete taartbodem gevuld met een romig vulsel van melk, bloem, suiker en eieren. De verhouding melk tegenover eieren is groter voor een melktert dan voor traditionele Europese custard of Chinese eiertaartjes. Daardoor is een melktert lichter van textuur en smaakt het nadrukkelijker naar melk. Afhankelijk van het recept wordt het vulsel in de taartbodem gebakken of worden de twee apart bereid en wordt het vulsel voor het opdienen in de taartbodem gedaan. Voor het serveren wordt er kaneelpoeder over de taart gestrooid.